# A Parda
La Parda es un barrio situado en la parte oriental de la ciudad española de Pontevedra. Tiene una función principalmente residencial y cuenta también con importantes equipamientos judiciales, educativos y sanitarios.

## Localización
El barrio de A Parda está situado al este de la ciudad de Pontevedra. Limita al norte con la calle Estrada y la PO-532, al sur con la PO-542 y O Marco, al este con la Ronda Este o Avenida das Chans y al oeste con las vías férreas y la estación de ferrocarril. Al este del barrio se encuentra el cementerio municipal de San Mauro, proyectado en 1879 por el arquitecto Alejandro Sesmero e inaugurado en septiembre de 1882.

## Etimología
El topónimo Parda proviene de "parta" que significa terreno pantanoso, marisma o humedal y hace referencia al humedal o Junquera de la Parda que se encuentra en el barrio al este de la estación de ferrocarril de Pontevedra, al otro lado de las vías del tren y que tiene una extensión de 8.000 metros cuadrados.

## Historia
El pazo de A Parda, situado al sur del barrio, cerca de la carretera PO-542, tiene su origen en el linaje de los Acuña. Data de 1620 y fue fundado por los hermanos Malvar, deanes de la catedral de Santiago de Compostela. Fue construido principalmente en los siglos XVIII y XIX. El pazo acogió importantes reuniones políticas a principios del siglo XX, cuando su propietario, Gabino Bugallal Araújo, II Conde de Bugallal y varias veces ministro de la Corona y presidente de las Cortes, lo convirtió en su residencia de verano.
El desarrollo urbanístico del barrio de A Parda comenzó propiamente con el derribo de la antigua prisión provincial de A Parda gracias a un acuerdo del alcalde Juan Luis Pedrosa en 1995 y la construcción en su solar del primero de los edificios judiciales del Complejo Judicial de Pontevedra, cuyas obras comenzaron a principios de 1996, y que fue inaugurado en 1998.
En 1999 se urbanizaron definitivamente los terrenos y se construyó la avenida transversal Juan Carlos I (actual avenida Virxinia Pereira Renda), de cuatro carriles y 22 metros de ancho, entre las calles Estrada y Pintor Laxeiro.
En julio de 2001 se autorizó la construcción del nuevo edificio del Conservatorio Profesional de Música de Pontevedra en la Avenida Juan Carlos I, que fue inaugurado en septiembre de 2004. A partir de 2002 se aceleró la expansión del barrio.
En 2006 comenzaron las obras de construcción del nuevo centro de salud de A Parda, situado en la calle Gaitero Ricardo Portela. El centro de salud, que incluye un Punto de Atención Continuada (PAC), fue inaugurado en octubre de 2009.
En 2008 comenzó la construcción del complejo deportivo de A Parda. Las obras estaban a medio terminar cuando la concesionaria quebró en 2009.
El 9 de septiembre de 2009 se inauguró el Parque de las Camelias en el barrio de A Parda, con entrada por la calle Gaiteiro Ricardo Portela.
En 2010, se completó la reforma de la calle Pintor Laxeiro, que pasó a tener cuatro carriles de circulación. En 2011, se completó la urbanización de las calles aledañas y se incrementaron las zonas verdes en 4220 metros cuadrados.
En enero de 2011 se inauguró la escuela infantil A Parda, situada en la calle Diego Sarmiento de Acuña, que forma parte de la red de escuelas infantiles A galiña azul de la Junta de Galicia, diseñada por el arquitecto José Ramón Garitaonaindía de Vera.
La construcción del segundo edificio judicial en el barrio comenzó el 1 de agosto de 2016. El nuevo edificio fue inaugurado el 3 de septiembre de 2019. A partir de ese momento, Pontevedra cuenta con un Complejo Judicial formado por estos dos edificios judiciales en el barrio de A Parda.
En octubre de 2019 se inauguró la Ronda Este (denominada Avenida das Chans en febrero de 2025), de casi un kilómetro de longitud, que circunvala el barrio por el este y mejora el acceso al Hospital Montecelo.
A Parda es un barrio en constante crecimiento, donde la construcción de viviendas ha cobrado un impulso notable a partir de los años 2020.

## Urbanismo
A Parda es el principal barrio de la zona este de Pontevedra y se articula en torno a una avenida principal de cuatro carriles, la avenida Virxinia Pereira Renda, y una calle de cuatro carriles que la atraviesa, la calle Pintor Laxeiro. Las calles Estrada y Hortas conectan el barrio por el oeste con el centro de la ciudad, y la calle Hortas también lo conecta con las estaciones de tren y autobús. 
Los principales parques del barrio son el Parque de las Camelias y el Parque Martín Balea. El Parque de las Camelias ocupa 8.000 metros cuadrados y dispone de un parque infantil. Cuenta con una fuente ornamental que forma un banco semicircular y tiene especies arbóreas como camelias y magnolias. El Parque Martín Balea, situado entre las calles Pintor Laxeiro y Bacelar, cuenta con un parque infantil de aproximadamente 1.000 metros cuadrados, que es el más grande del barrio. El barrio también dispone de un parque en la calle Soutos, que incluye asimismo un parque infantil.
Está previsto construir un gran parque urbano en el barrio, con una superficie de 34.000 metros cuadrados (3,4 hectáreas). El parque tendrá varias zonas. Un parque infantil denominado "parque de la naturaleza" con toboganes y tirolinas en la zona más próxima a los juzgados; un pequeño arroyo canalizado, procedente de un hito reconvertido en fuente, que atravesará toda la parcela hasta desembocar en el río Gafos; un paseo lineal paralelo a las vías del tren que incluirá dos miradores de 36 metros cuadrados; y una gran zona verde en el extremo sur del parque. Toda la zona contará con mobiliario urbano, zonas de descanso y plantaciones de especies arbóreas autóctonas, incluyendo arbustos, gramíneas, helechos y árboles de diferentes tamaños como robles y tilos, así como abedules, alisos, fresnos, espinos blancos o majuelos, cerezos silvestres, perales atlánticos y manzanos europeos.
En la calle del Marco, a la derecha de la Avenida Conde de Bugallal, se encuentra el Pazo de A Parda. Tiene dos plantas y una torre almenada y posee un parque romántico privado de casi 15.000 m².

## Servicios

### Colegios y centros educativos
El barrio de A Parda cuenta con varios centros educativos:
- El Conservatorio Profesional de Música Manuel Quiroga de la Junta de Galicia, en la Avenida Virxinia Pereira Renda. Este nuevo conservatorio fue inaugurado en 2004.[16]
- Escuela Infantil A Parda, gestionada por la Junta de Galicia, que forma parte de la red de escuelas infantiles A galiña azul. Fue inaugurada en 2011.[24]
- El colegio privado plurilingüe Sagrado Corazón de Jesús.

### Oficinas y organismos públicos
En la zona se encuentra la Ciudad de la Justicia de Pontevedra, formada por dos edificios de ocho y seis plantas, inaugurados en 1998 y 2019 respectivamente.

### Centros de salud
En el barrio se encuentra el Centro de Salud A Parda, que cuenta con un Punto de Atención Continuada (PAC).

### Deportes y ocio
El futuro complejo deportivo del barrio de A Parda se ubicará al oeste de la calle Francisco Tomás y Valiente, frente al edificio de los juzgados de 1998. Se licitará en 2023 y se construirán dos pabellones, un pabellón polideportivo y otro de gimnasia rítmica, así como un rocódromo.

## Fiestas y manifestaciones culturales
Desde 2023 el barrio celebra a finales del mes de abril la Fiesta de la Primavera con diversas actividades como cine, música, actividades infantiles, juegos tradicionales, talleres y animación en la calle.

## Galería de imágenes

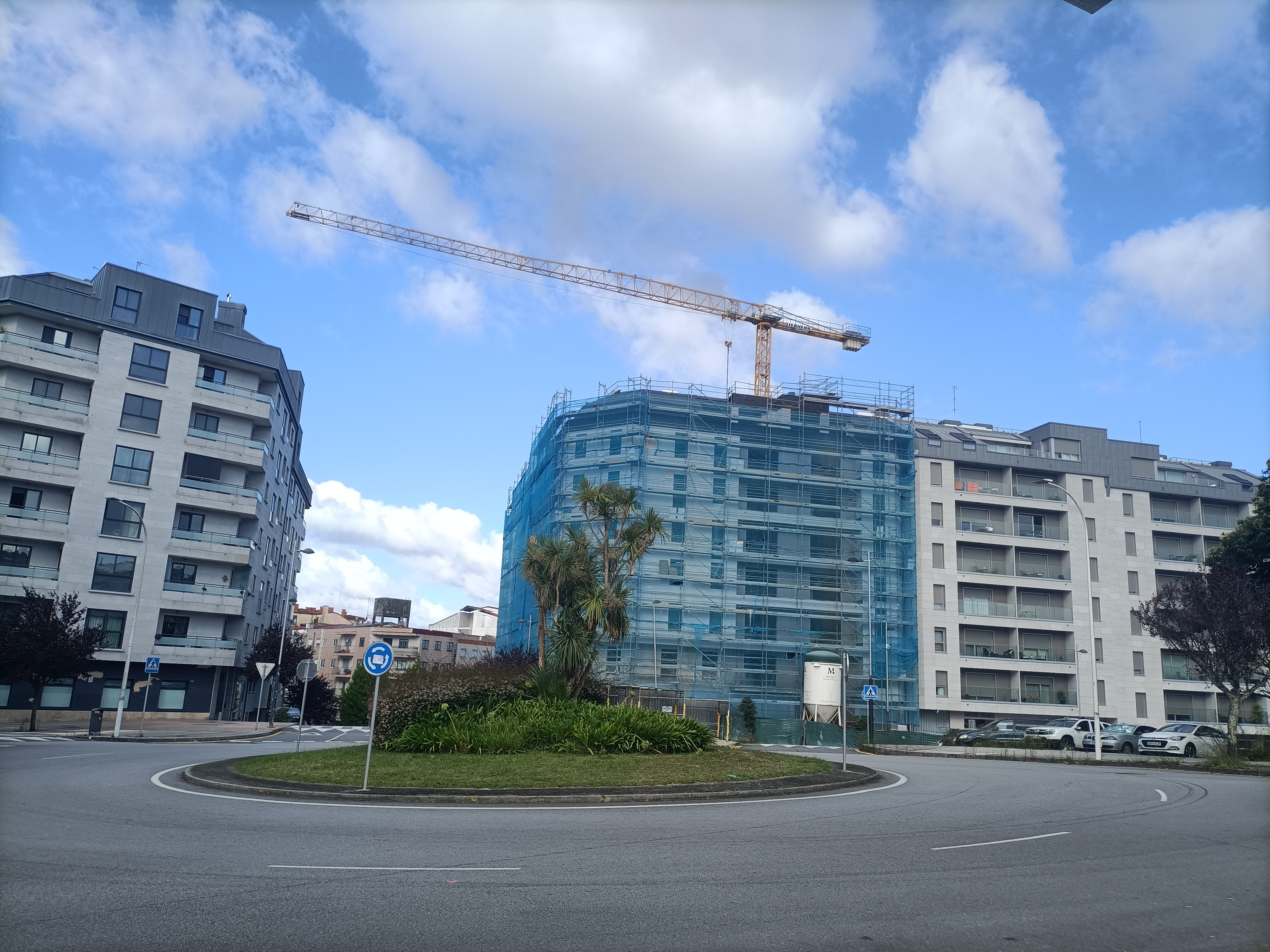
Edificios de viviendas en A Parda
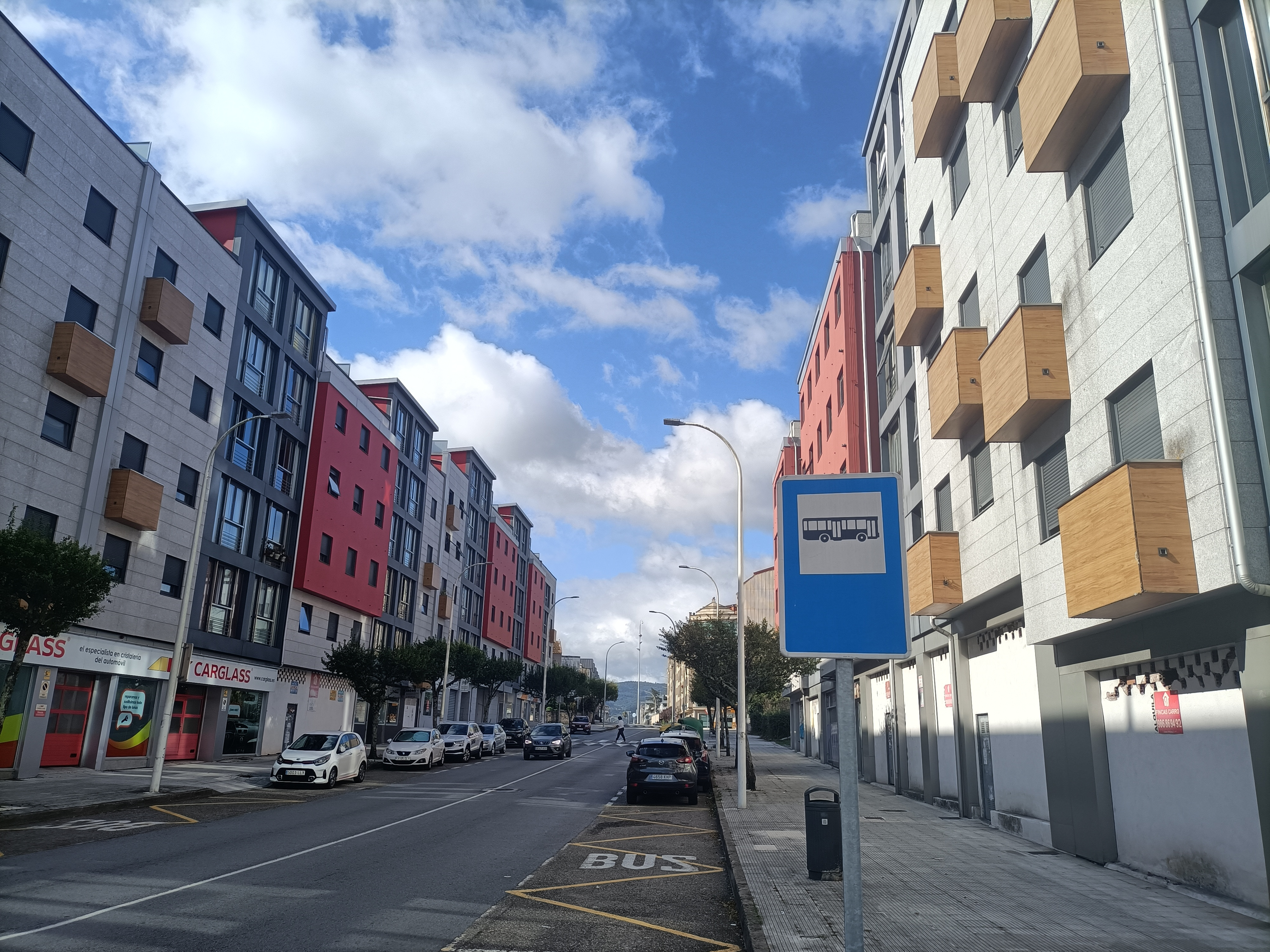
Avenida Virxinia Pereira Renda
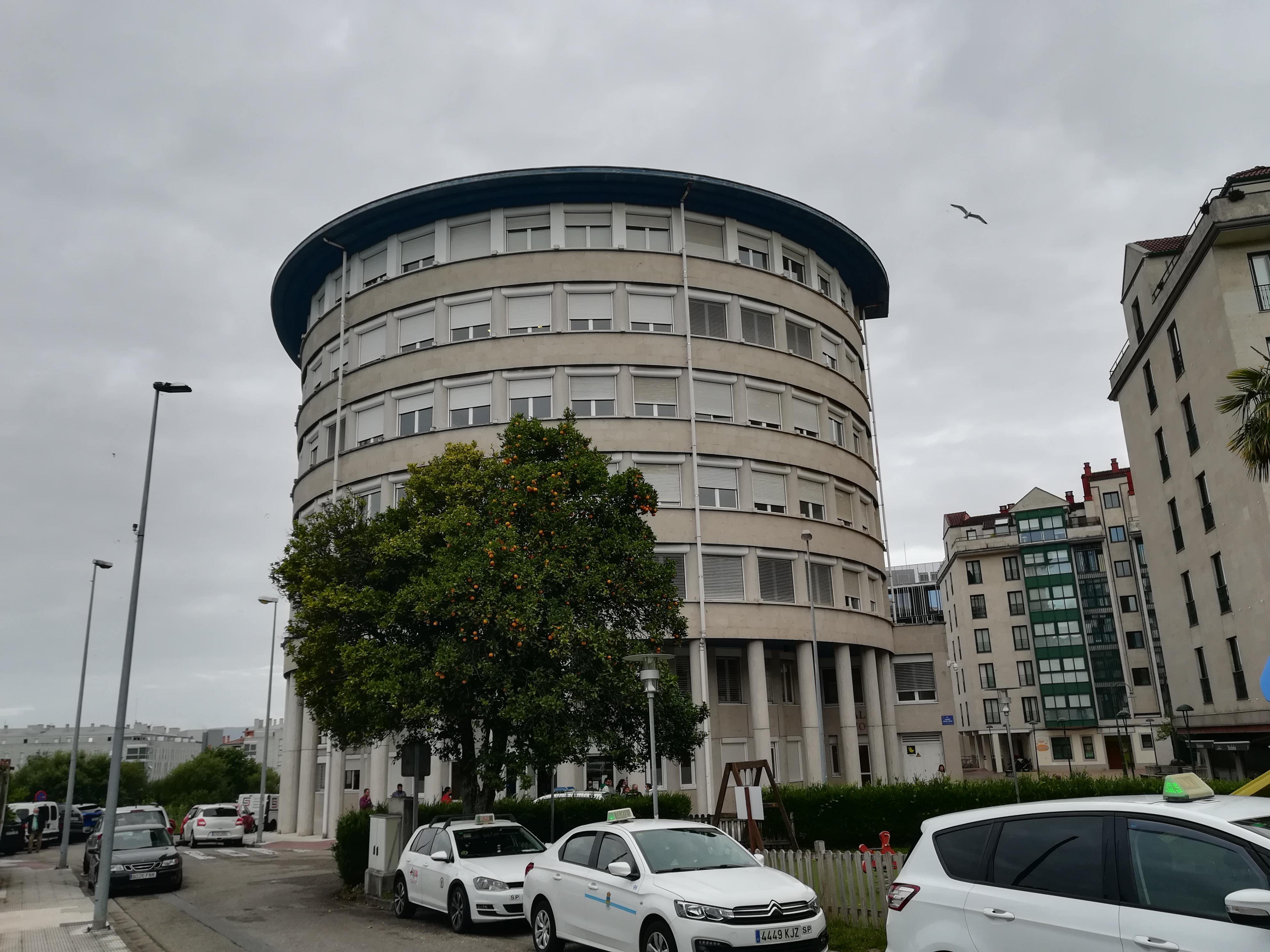
Edificio judicial de 1998 y plaza Fermín Bouza Brey
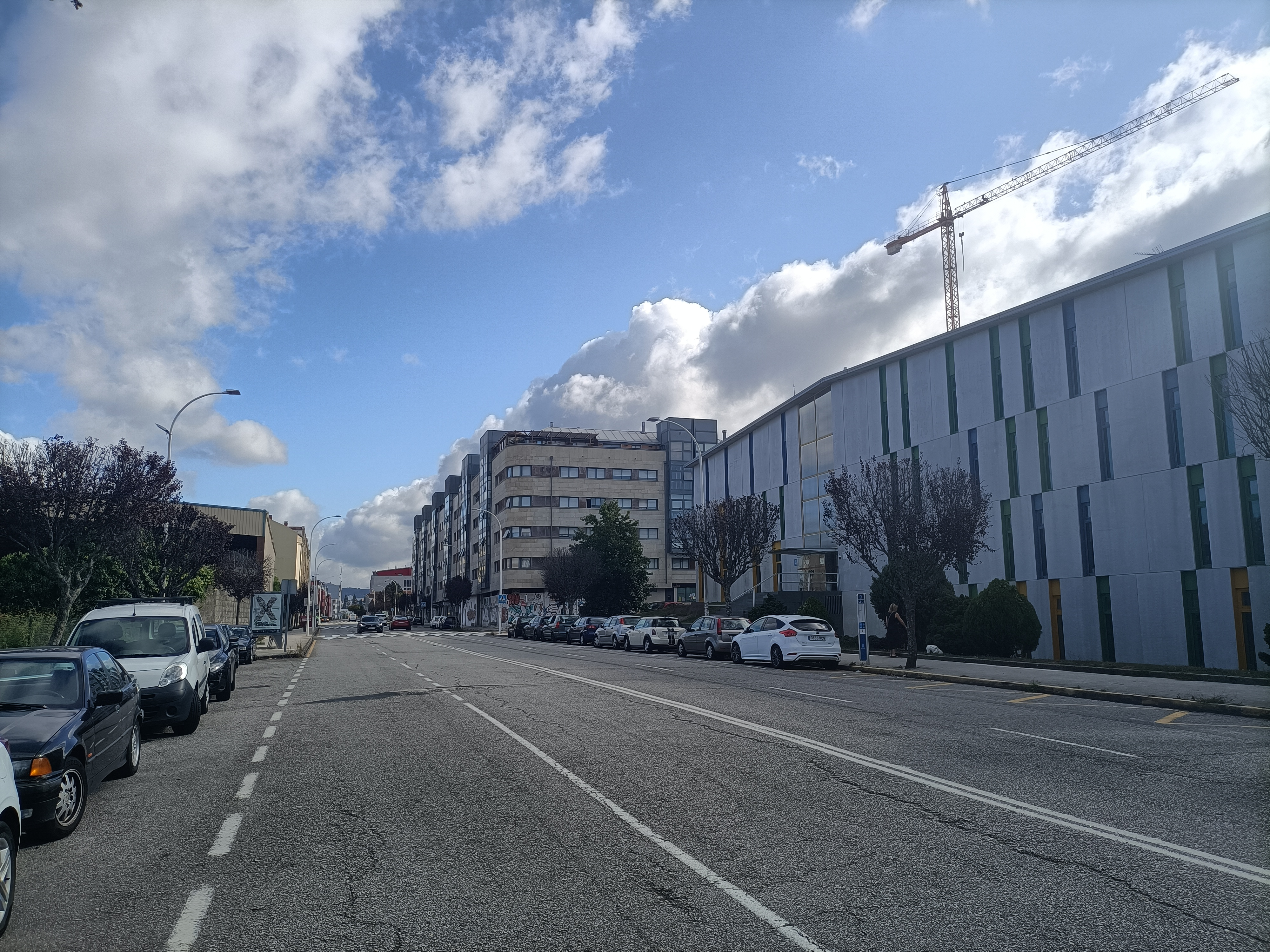
Avenida Virxinia Pereira Renda
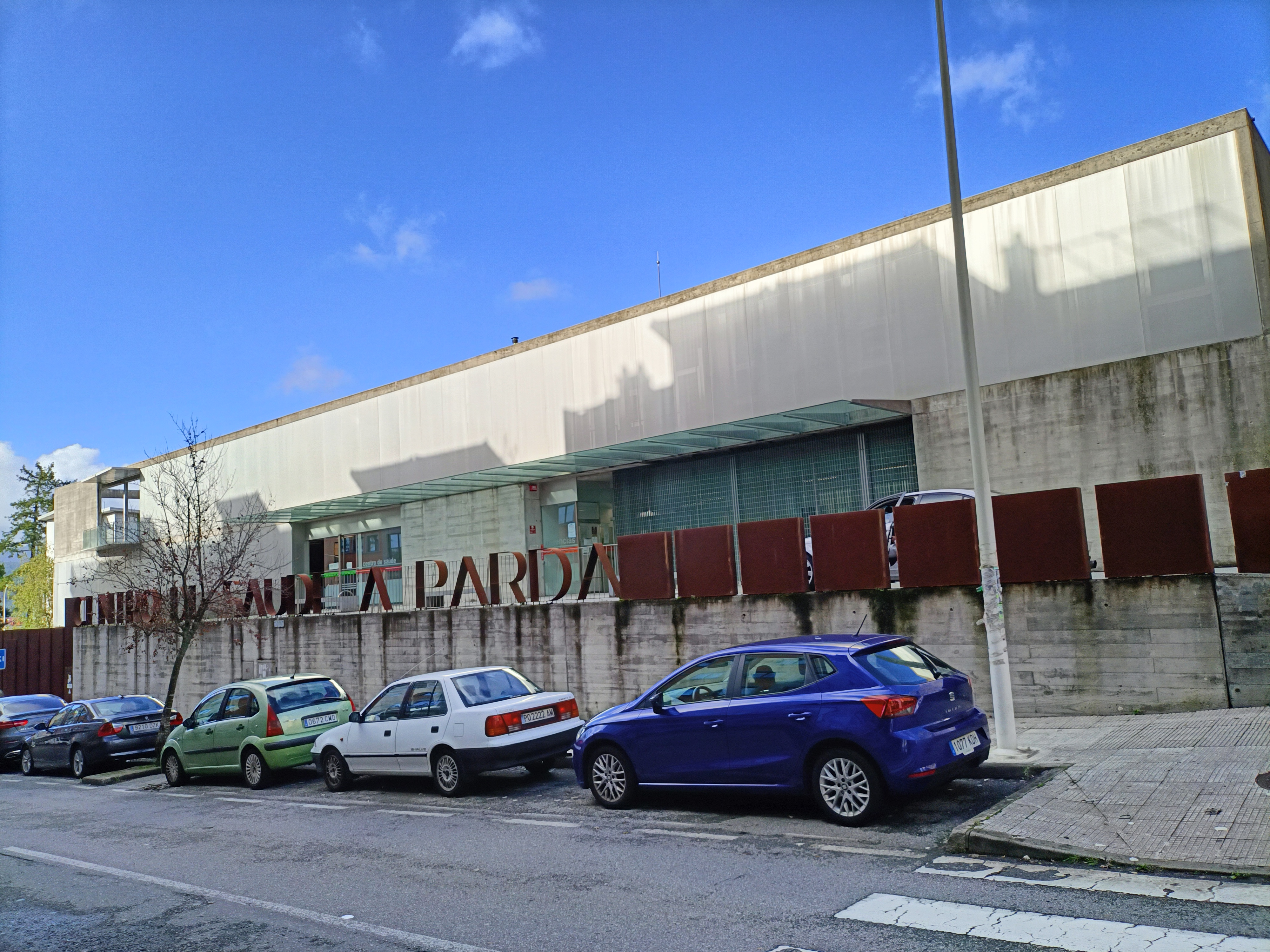
Centro de salud A Parda
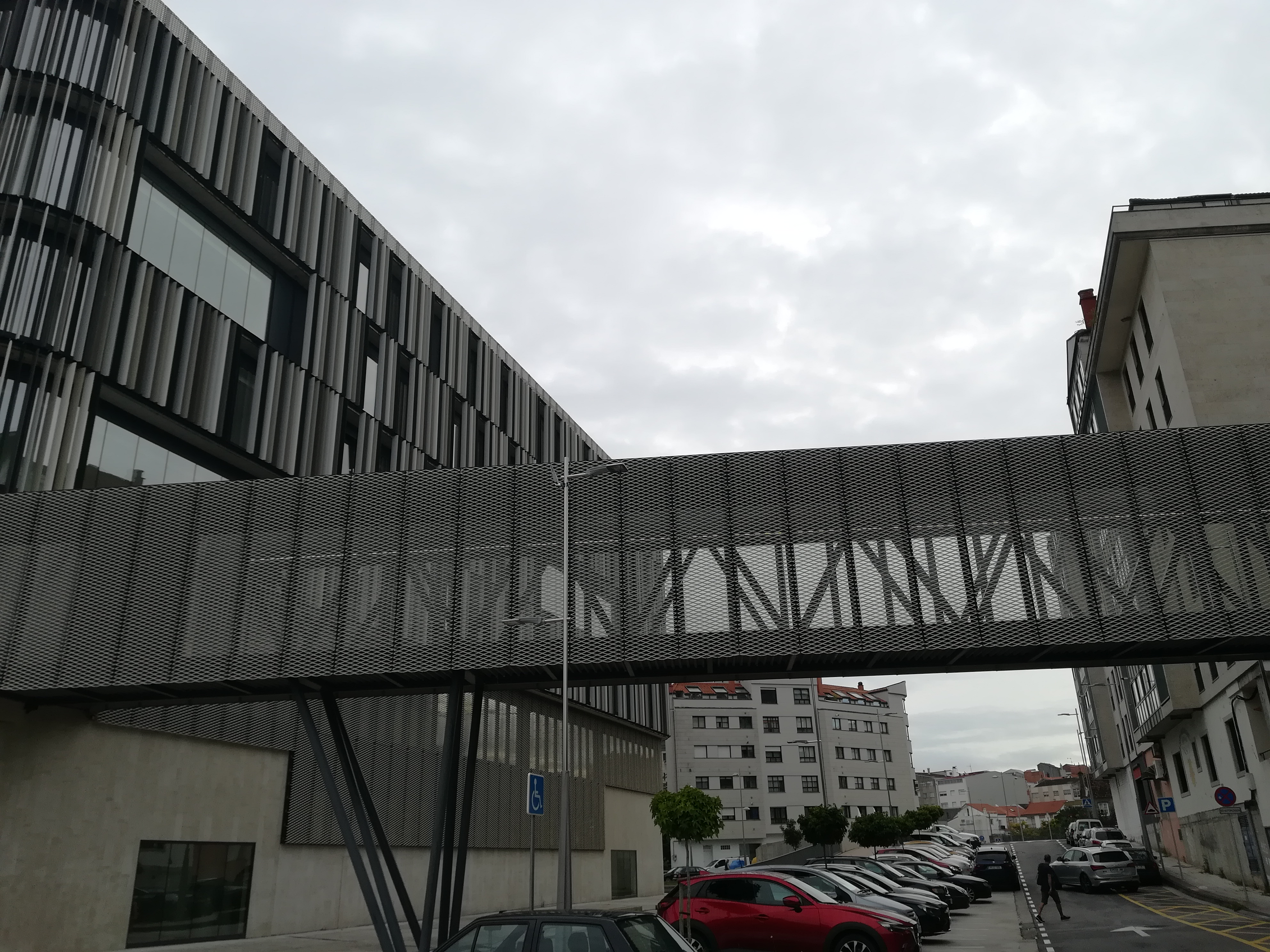
Calle Francisco Tomás y Valiente
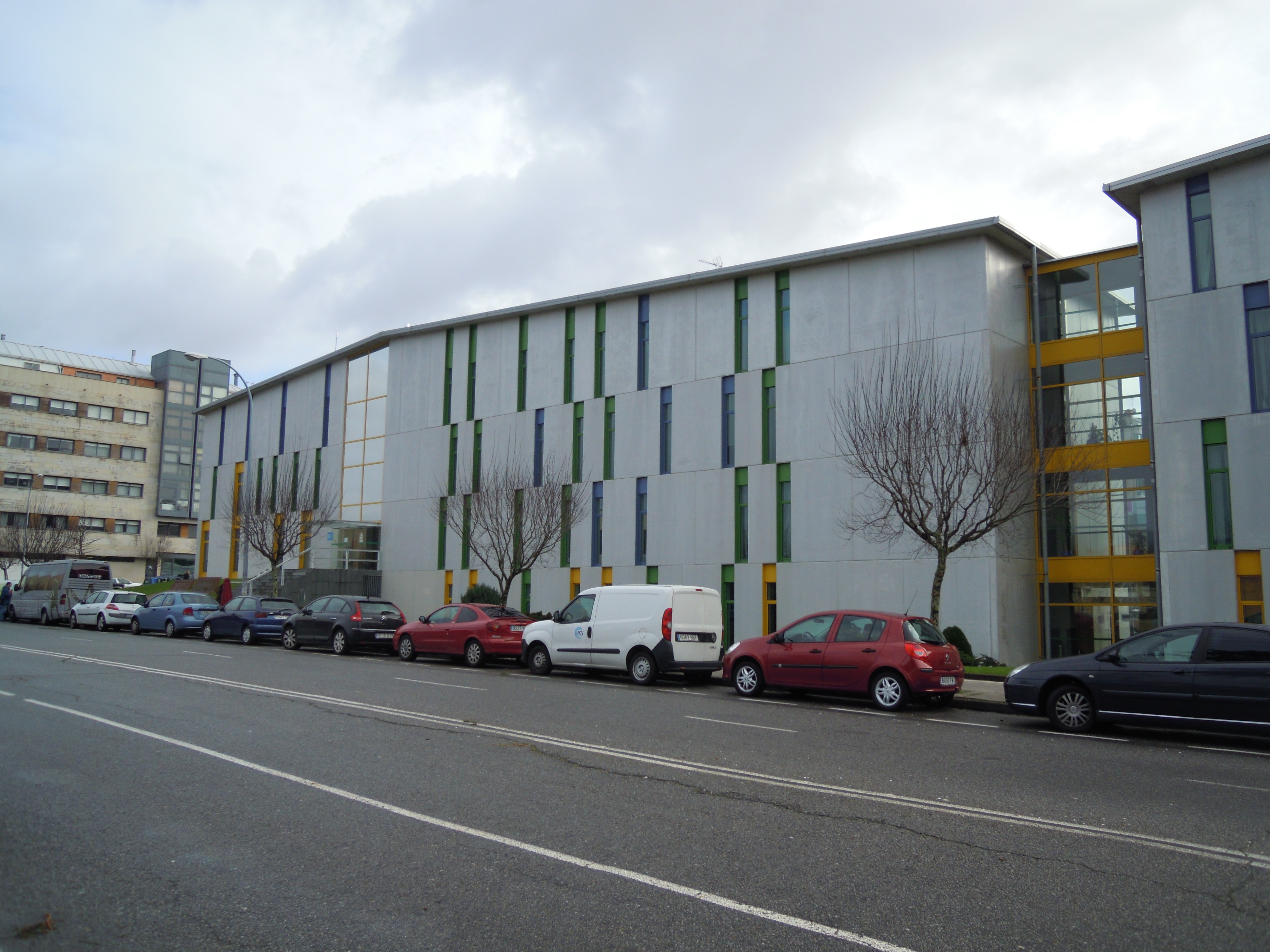
Conservatorio Profesional de Música
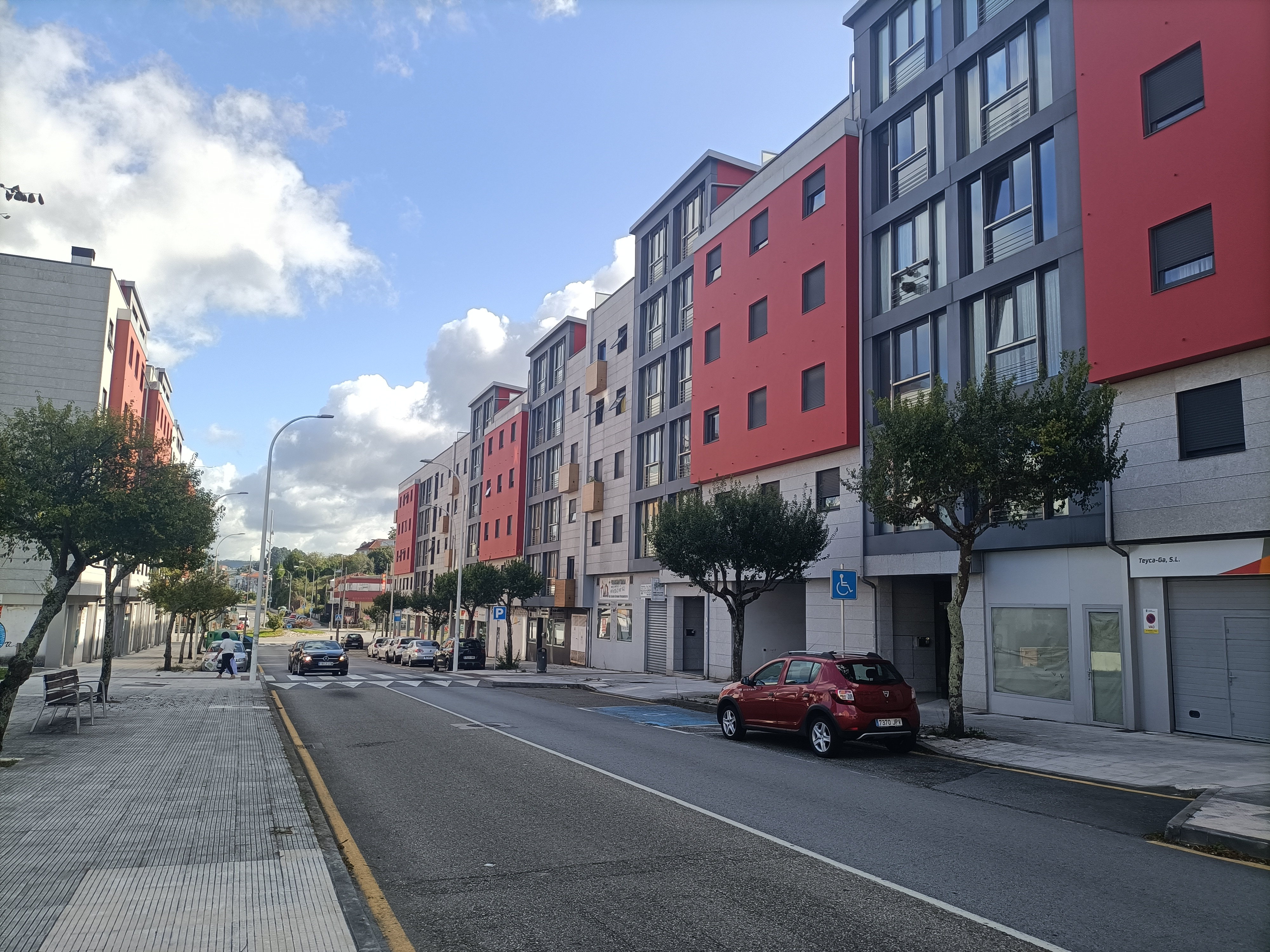
Avenida Virxinia Pereira Renda
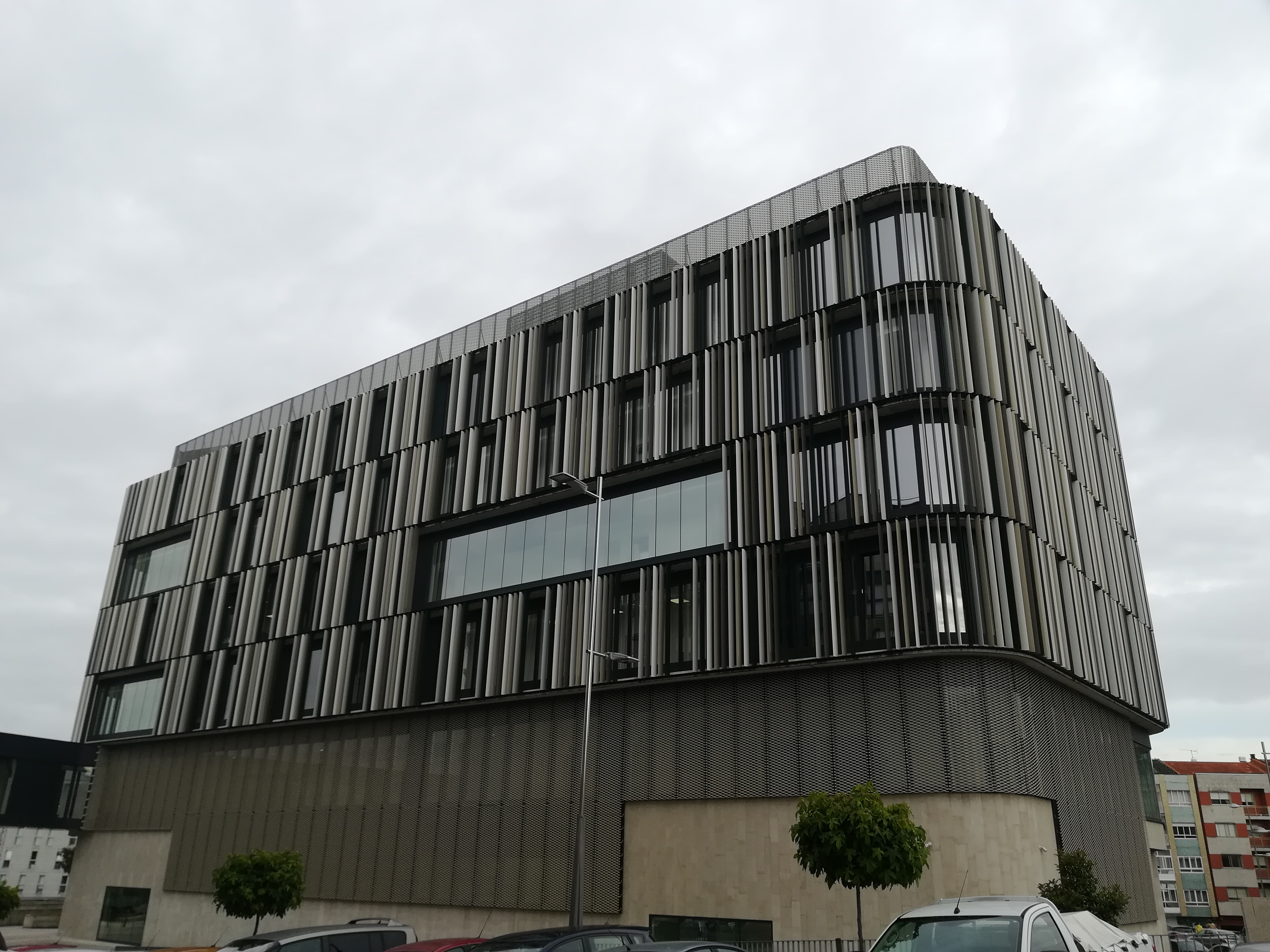
Nuevo edificio de los Juzgados de 2019
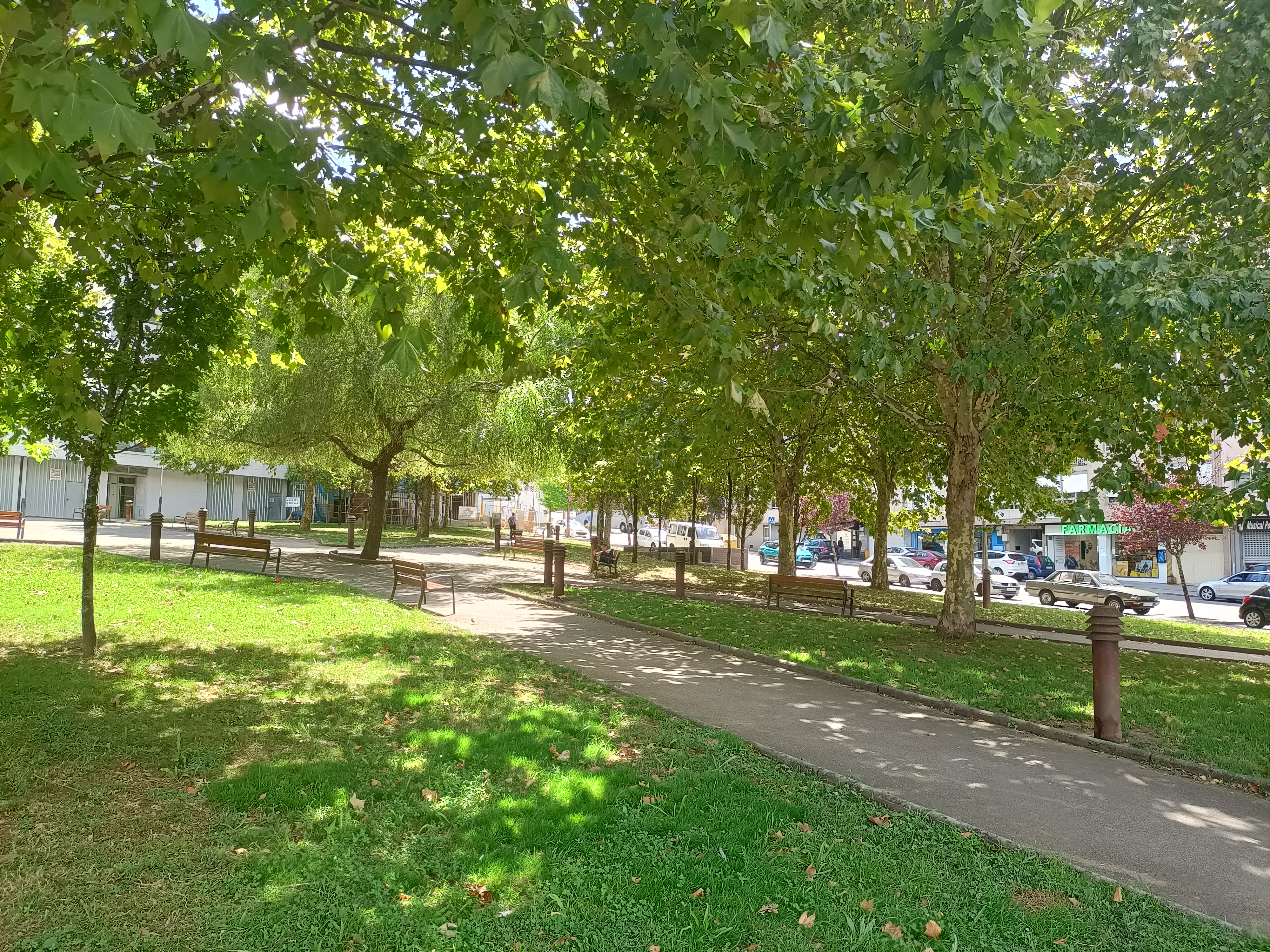
Parque Martín Balea
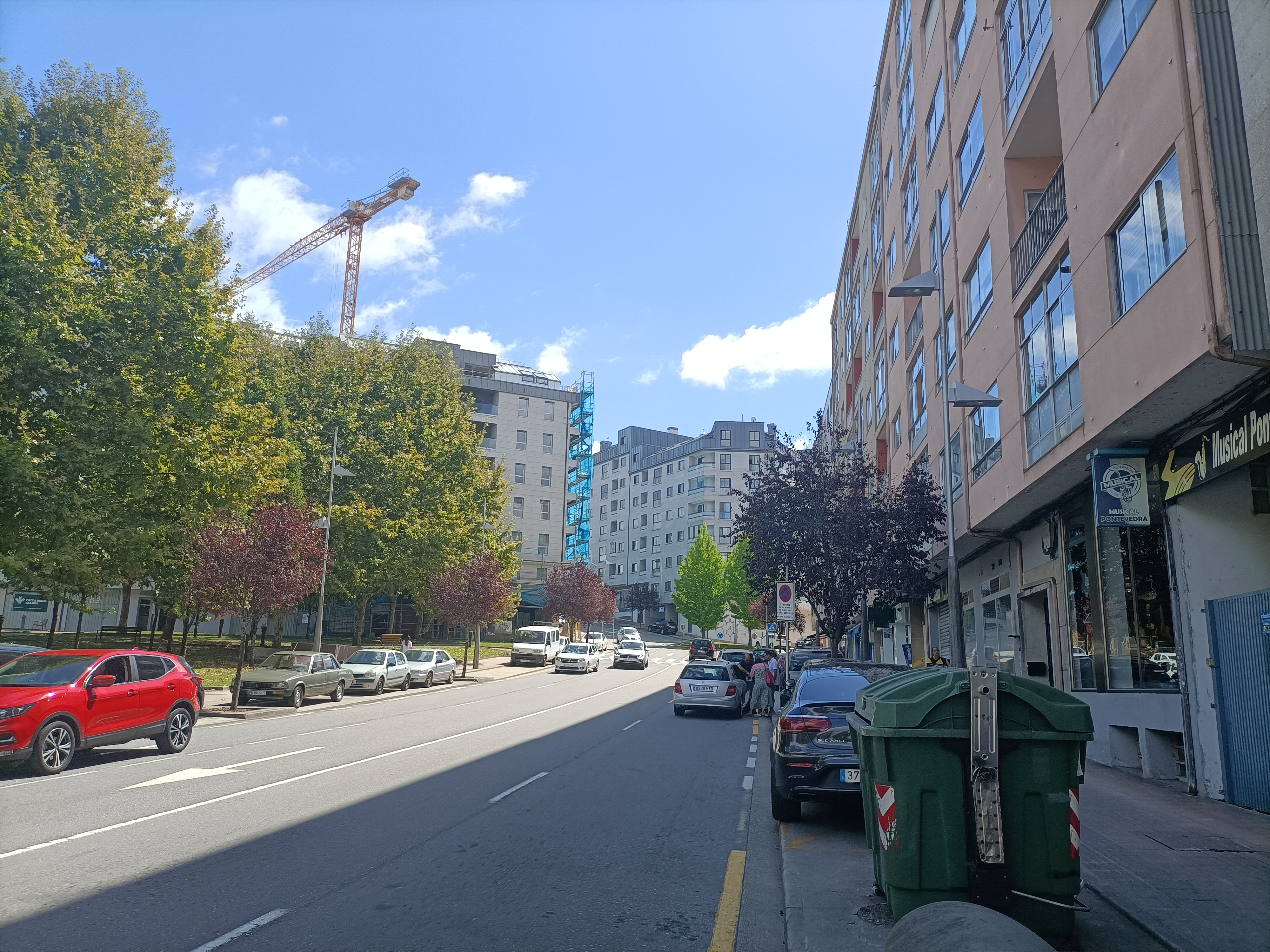
Calle Pintor Laxeiro
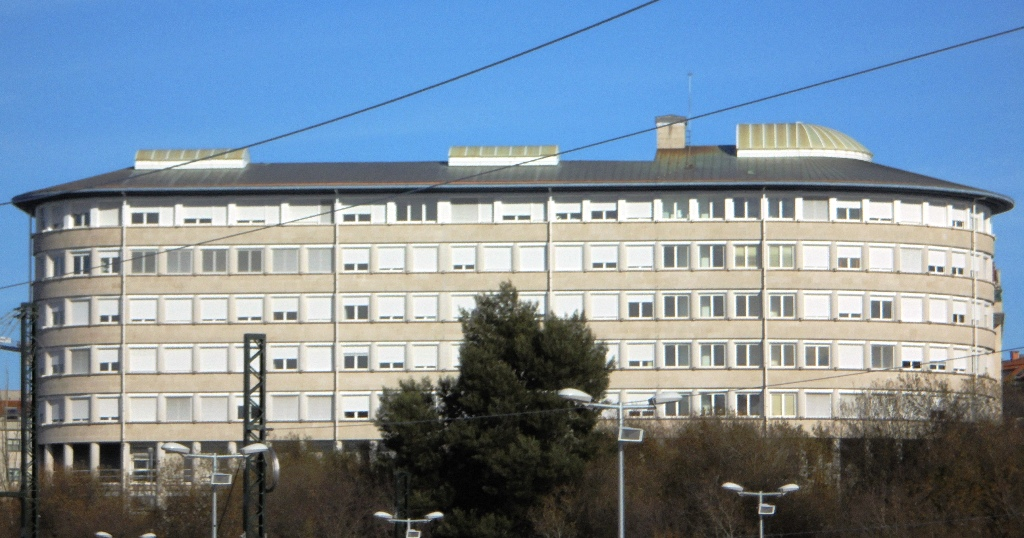
Edificio judicial de 1998
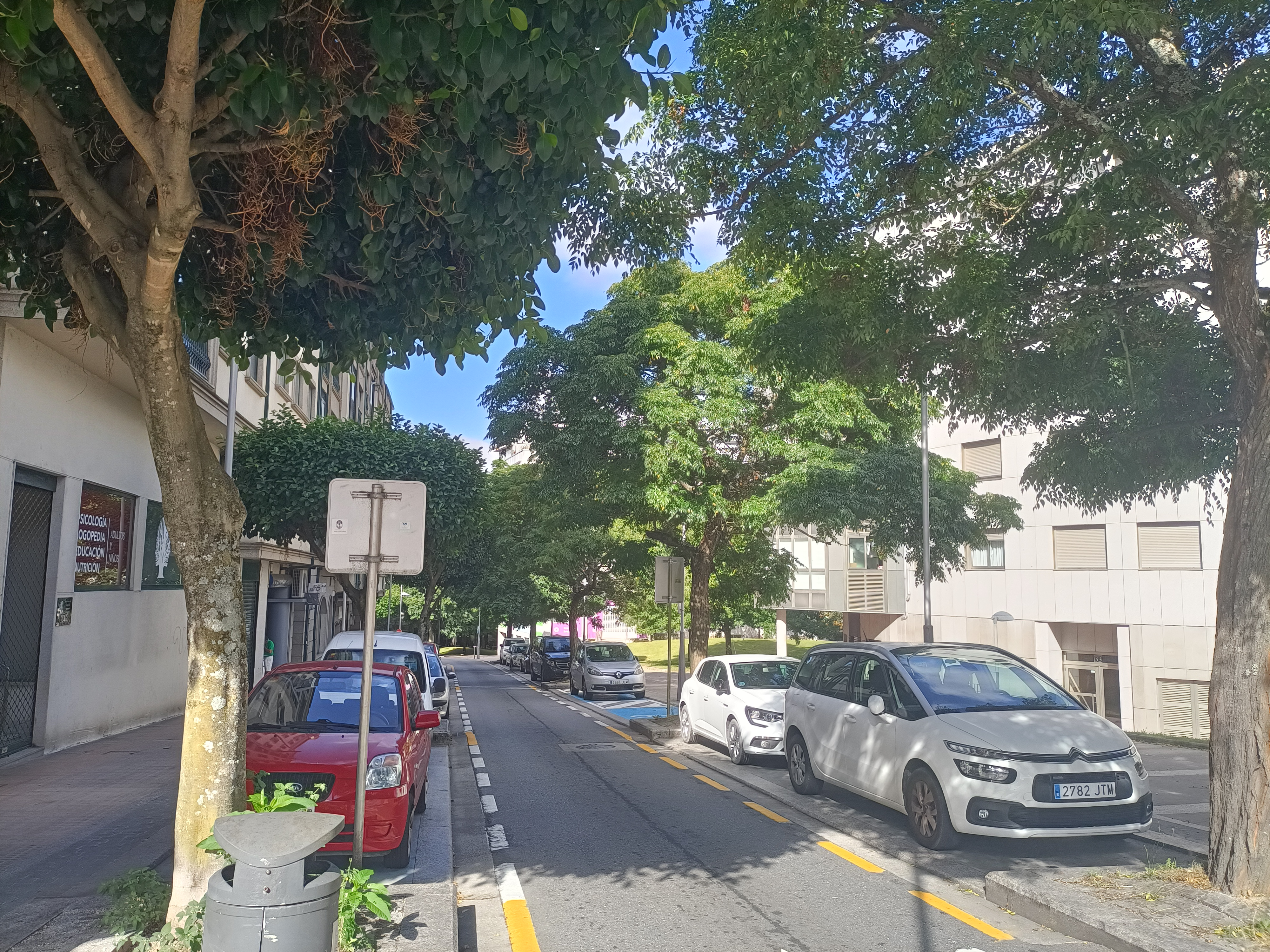
Calle de la Estrada
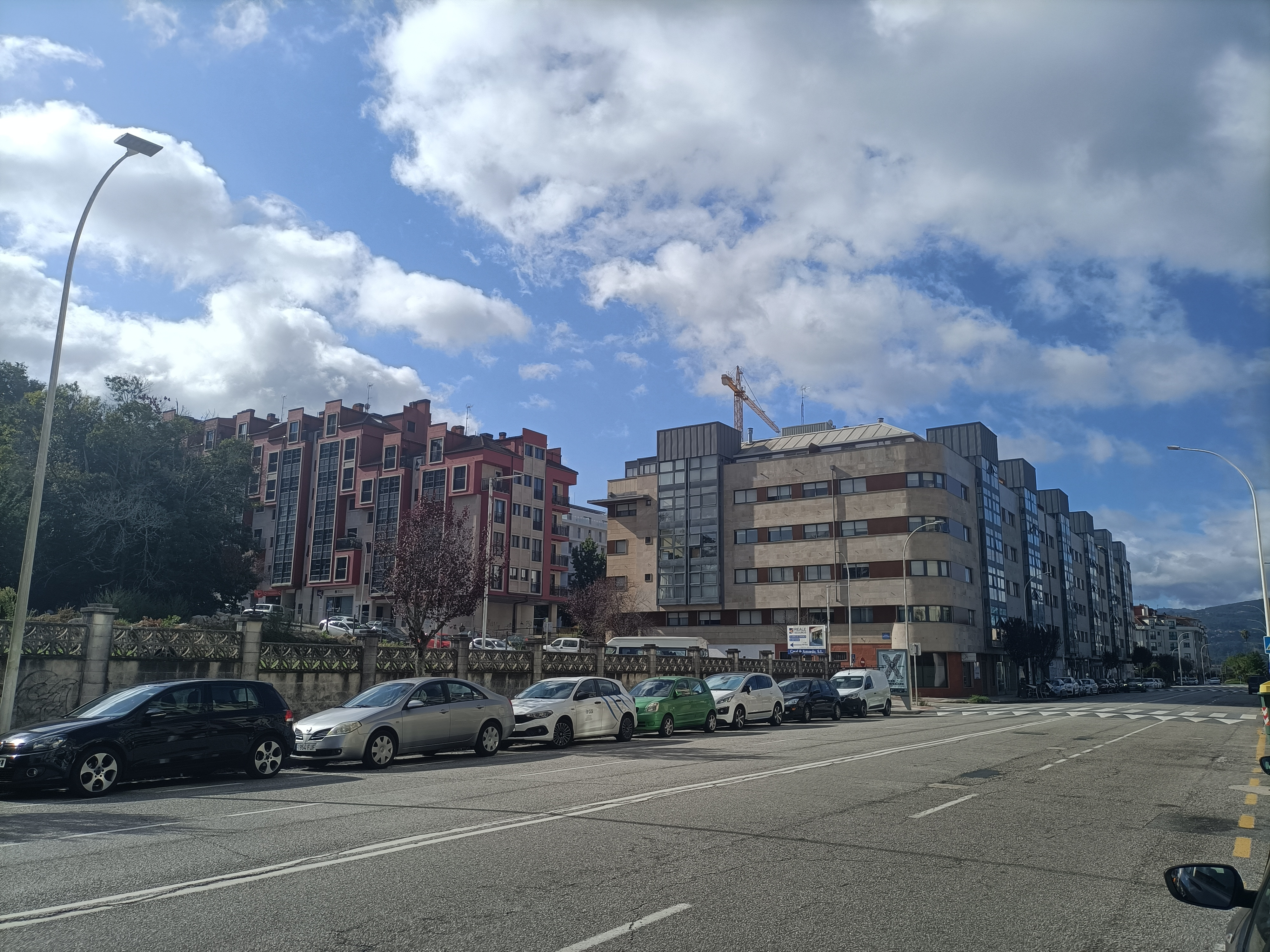
Avenida Virxinia Pereira Renda
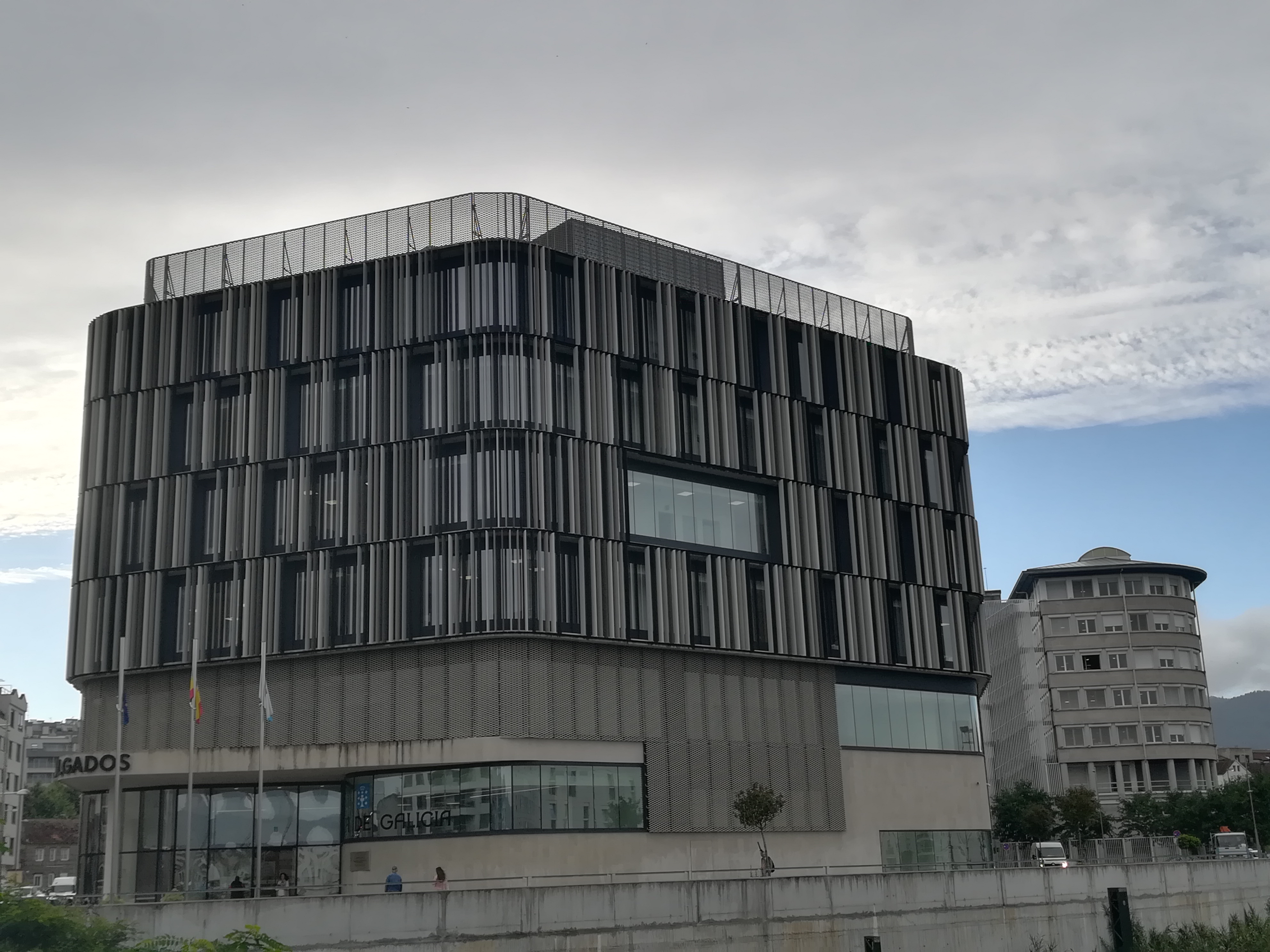
Los dos edificios judiciales de la ciudad de la justicia de la Parda
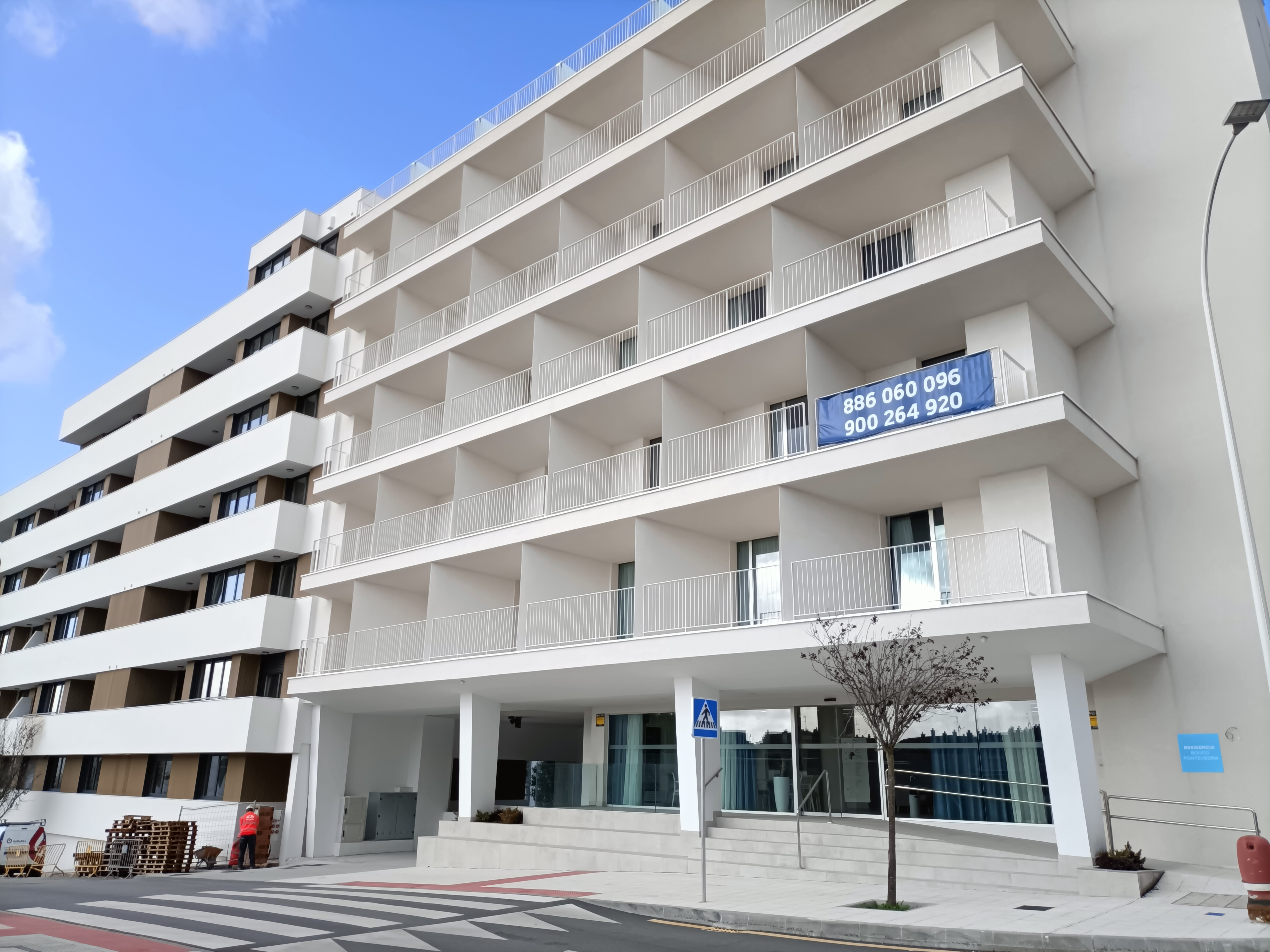
Calle Diego Sarmiento Acuña
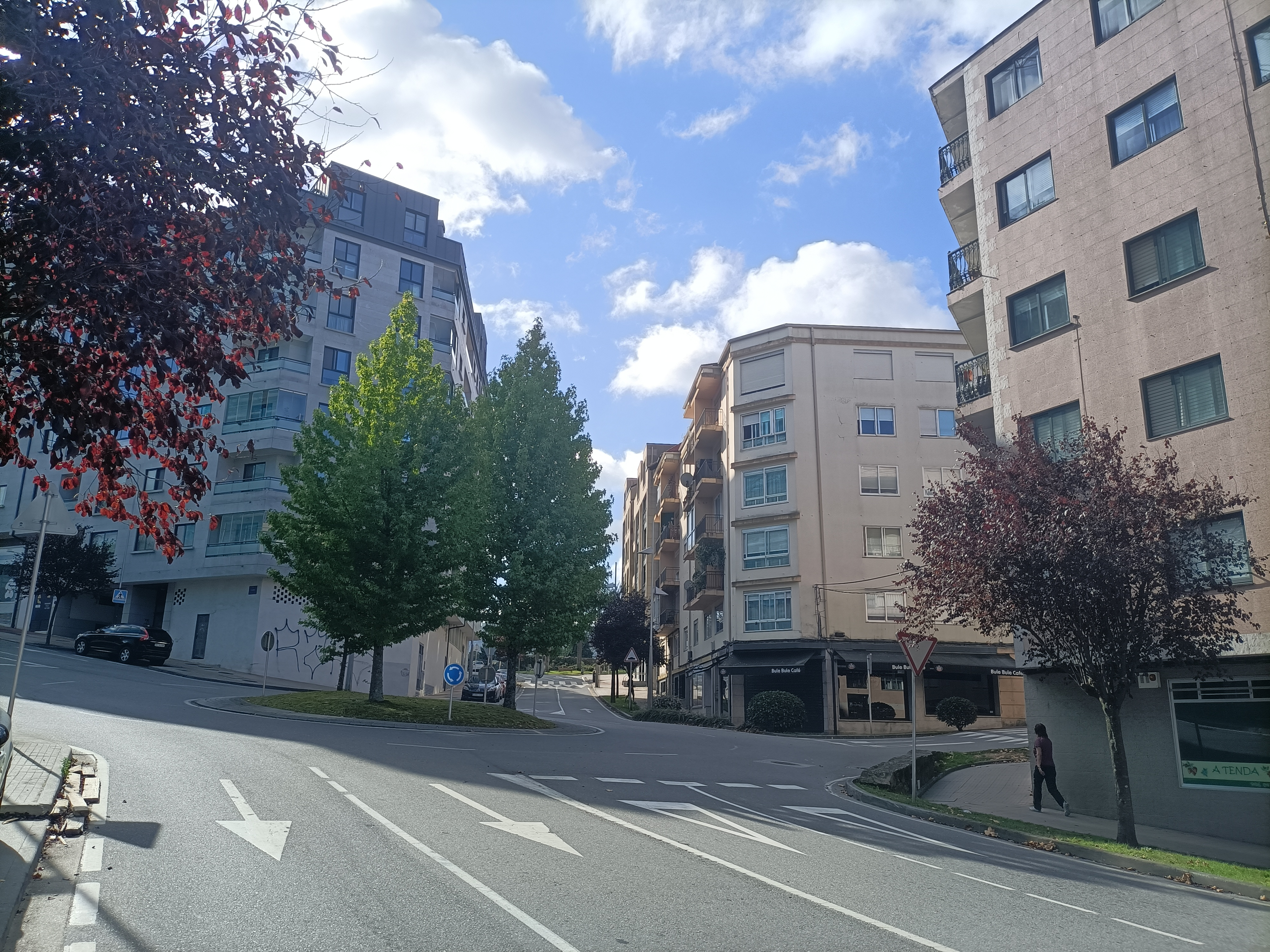
Calle Pintor Laxeiro
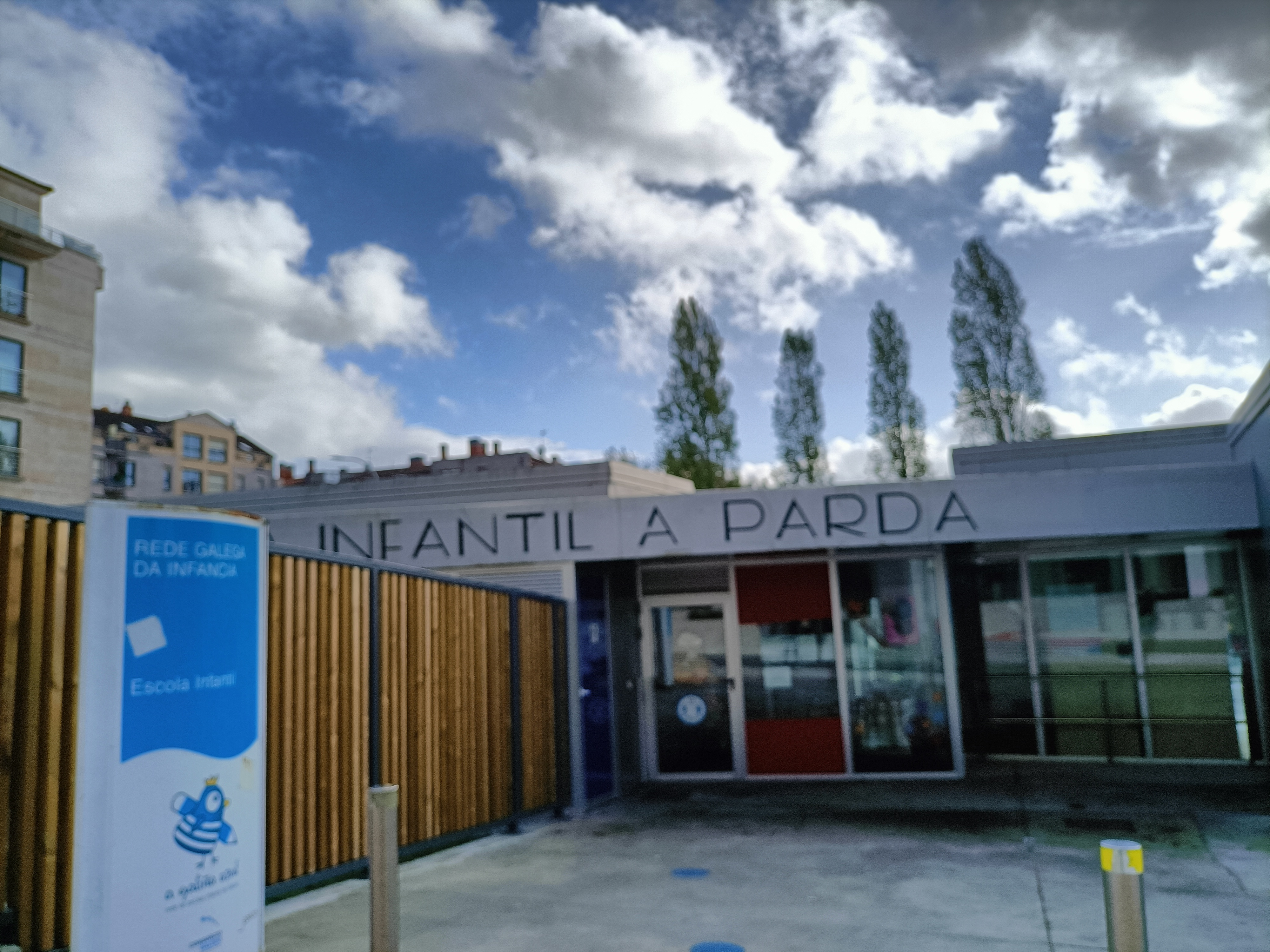
Escuela Infantil A Parda
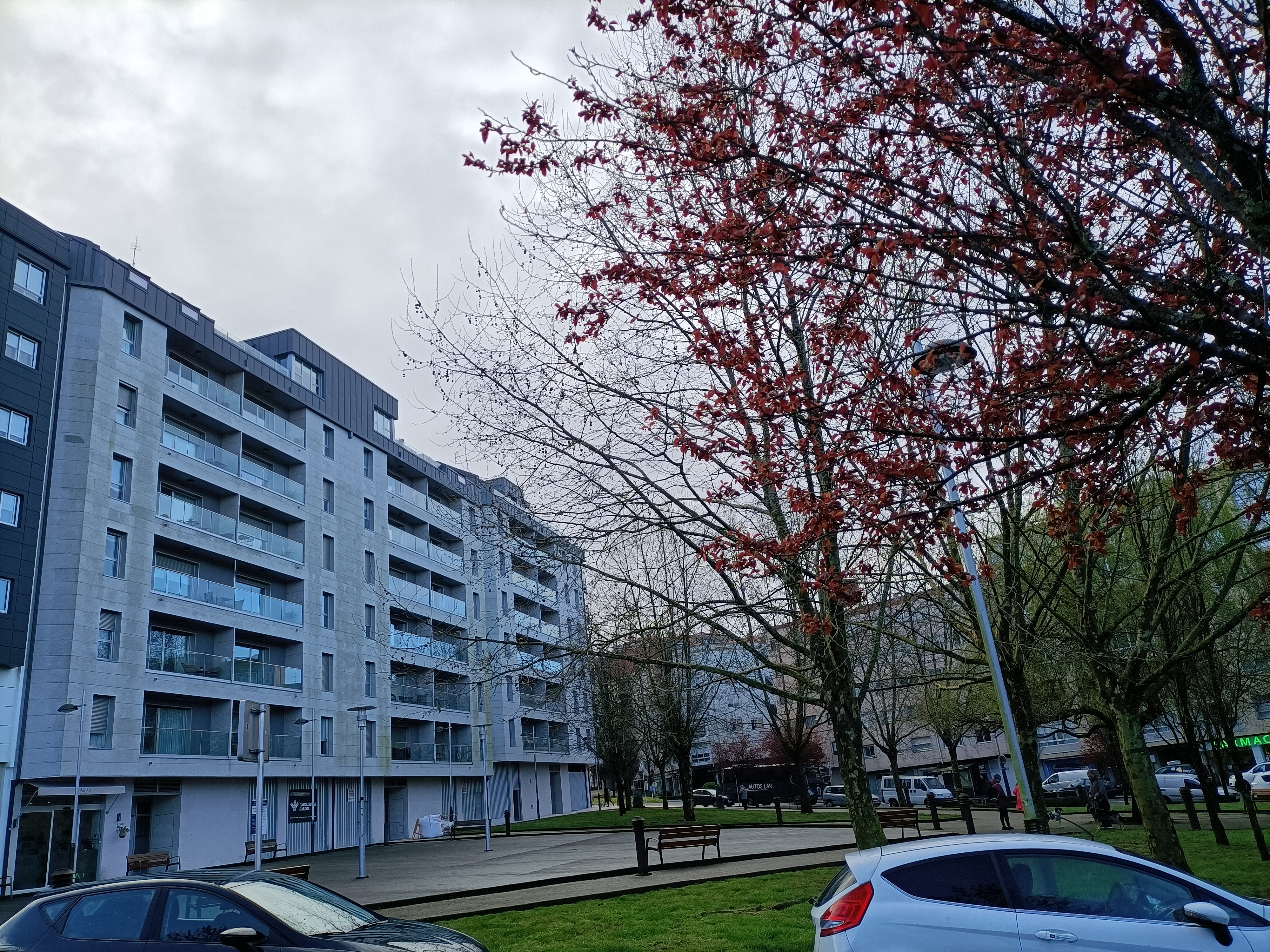
Parque Martín Balea